# هنري برسل
هنري بِرْسَل (بالإنكليزية:Purcell Henry) عاش (1659-1695 م) هو مؤلف موسيقى إنكليزي، صاحب التآليف الدراماتيكية (الملك آرثر، 1691- ملكة الجِنِّيات، 1692- ديدو وآينياس، 1689)، والعديد من الأناشيد الدينية والشعبية، قطع السوناتا، متتابعات للكلافْسِن (البيانو القيثاري)، كما أطلق العنان لخياله وموهبته الموسيقية في بعض التآليف لآلة الفيولا (من الآلات الوترية). كانت أعماله في أغلبها ذات طبيعة غنائية شعرية وتميزت بحساسية كبيرة.

## تسجيل
Purcell - Hear my prayer Oh Lord 

## روابط خارجية
- هنري برسل على موقع IMDb (الإنجليزية)
- هنري برسل على موقع الموسوعة البريطانية (الإنجليزية)
- هنري برسل على موقع ميوزك برينز (الإنجليزية)
- هنري برسل على موقع قاعدة بيانات برودواي على الإنترنت (الإنجليزية)
- هنري برسل على موقع إن إن دي بي (الإنجليزية)
- هنري برسل على موقع أول ميوزيك (الإنجليزية)
- هنري برسل على موقع ديسكوغز (الإنجليزية)
- هنري برسل على موقع قاعدة بيانات الفيلم (الإنجليزية)